# Dear Agony
 (octobre 2017).
Si vous disposez d'ouvrages ou d'articles de référence ou si vous connaissez des sites web de qualité traitant du thème abordé ici, merci de compléter l'article en donnant les références utiles à sa vérifiabilité et en les liant à la section « Notes et références ».
Albums de Breaking Benjamin
Phobia
(2006) Dark Before Dawn
(2015)
Singles
1. I Will Not Bow
Sortie : 11 août 2009
2. Give Me a Sign
Sortie : 5 janvier 2010
3. Lights Out
Sortie : 15 juin 2010

Dear Agony est le quatrième album studio du groupe américain de metal alternatif Breaking Benjamin, paru en 2009.

## Présentation
Dear Agony est le dernier album du groupe composé de sa formation originale, avant leur séparation en 2010. Il est le quatrième du groupe et le troisième avec le producteur David Bendeth.
En termes de vente, l'album surpasse ses prédécesseurs avec 134 000 exemplaires écoulés la première semaine.
Il atteint la première place des classements Billboard Top Hard Rock Albums et Top Modern Rock/Alternative Albums, la deuxième des Top Rock Albums et Top Digital Albums et la quatrième du Billboard 200.
Après avoir été certifié disque d'or en février 2010, Dear Agony est certifié disque de platine, le 11 juillet 2016, pour plus d'un million d'exemplaires vendus, par RIAA.
Les trois singles édités, I Will Not Bow, Lights Out et Give Me a Sign, sont, également classés au Billboard Rock Songs, respectivement, à la première (2009), à la 21e (2010) et la 9e place (2010).
Le premier single I Will Not Bow, sorti en août 2009 pour promouvoir à l'album, est, par ailleurs, le single le mieux classé jamais enregistré par le groupe.

## Liste des titres
Toutes les chansons sont écrites et composées par Benjamin Burnley.
| 1.    | Fade Away            | 3:16 |
| 2.    | I Will Not Bow       | 3:37 |
| 3.    | Crawl                | 3:59 |
| 4.    | Give Me a Sign       | 4:20 |
| 5.    | Hopeless             | 3:20 |
| 6.    | What Lies Beneath    | 3:35 |
| 7.    | Anthem of the Angels | 4:03 |
| 8.    | Lights Out           | 3:34 |
| 9.    | Dear Agony           | 4:18 |
| 10.   | Into the Nothing     | 3:44 |
| 11.   | Without You          | 4:17 |
| 42:01 |                      |      |

| Titres et vidéo bonus - Édition japonaise (Hollywood Records, 13 janvier 2010) | Titres et vidéo bonus - Édition japonaise (Hollywood Records, 13 janvier 2010) | Titres et vidéo bonus - Édition japonaise (Hollywood Records, 13 janvier 2010) | Titres et vidéo bonus - Édition japonaise (Hollywood Records, 13 janvier 2010) | Titres et vidéo bonus - Édition japonaise (Hollywood Records, 13 janvier 2010) | Titres et vidéo bonus - Édition japonaise (Hollywood Records, 13 janvier 2010) | Titres et vidéo bonus - Édition japonaise (Hollywood Records, 13 janvier 2010) | Titres et vidéo bonus - Édition japonaise (Hollywood Records, 13 janvier 2010) | Titres et vidéo bonus - Édition japonaise (Hollywood Records, 13 janvier 2010) | Titres et vidéo bonus - Édition japonaise (Hollywood Records, 13 janvier 2010) |
| No                                                                             | Titre                                                                          | Durée                                                                          |                                                                                |                                                                                |                                                                                |                                                                                |                                                                                |                                                                                |                                                                                |
| ------------------------------------------------------------------------------ | ------------------------------------------------------------------------------ | ------------------------------------------------------------------------------ | ------------------------------------------------------------------------------ | ------------------------------------------------------------------------------ | ------------------------------------------------------------------------------ | ------------------------------------------------------------------------------ | ------------------------------------------------------------------------------ | ------------------------------------------------------------------------------ | ------------------------------------------------------------------------------ |
| 12.                                                                            | Without You (Acoustic)                                                         | 3:43                                                                           |                                                                                |                                                                                |                                                                                |                                                                                |                                                                                |                                                                                |                                                                                |
| 13.                                                                            | Give Me a Sign (Acoustic)                                                      | 4:16                                                                           |                                                                                |                                                                                |                                                                                |                                                                                |                                                                                |                                                                                |                                                                                |
|                                                                                | 'Video'                                                                        |                                                                                |                                                                                |                                                                                |                                                                                |                                                                                |                                                                                |                                                                                |                                                                                |
|                                                                                | I Will Not Bow                                                                 |                                                                                |                                                                                |                                                                                |                                                                                |                                                                                |                                                                                |                                                                                |                                                                                |
| 50:00                                                                          |                                                                                |                                                                                |                                                                                |                                                                                |                                                                                |                                                                                |                                                                                |                                                                                |                                                                                |

| 1. | Polyamorous       |  |
| 2. | So Cold           |  |
| 3. | Sooner Or Later   |  |
| 4. | The Diary Of Jane |  |
| 5. | Breath            |  |
| 6. | I Will Not Bow    |  |

## Crédits

### Membres du groupe
- Benjamin Burnley : guitare rythmique, chant
- Mark James Klepaski : basse
- Aaron Fink : guitare
- Chad Szeliga : batterie

### Équipes technique et production
- Production, mixage, arrangements : David Bendeth
- Arrangements : Benjamin Burnley
- Mastering : Ted Jensen
- Ingénierie, édition digitale, mixage : Dan Korneff
- Ingénierie, édition digitale : John Bender, Jon D'Uva, Kato Khandwala
- Ingénierie (assistant) : Michael "Mitch" Milan
- Direction de la création : David Snow
- Direction artistique, design : t42design
- A&R : Jason Jordan
- Photographie : Florian Schneider